# Мараял
Мараял (порт. Maraial) — муниципалитет в Бразилии, входит в штат Пернамбуку. Составная часть мезорегиона Мата-Пернамбукана. Входит в экономико-статистический микрорегион Мата-Меридиунал-Пернамбукана. Население составляет 12 293 человека на 2007 год. Занимает площадь 196 км². Плотность населения — 67,7 чел./км².
Праздник города — 11 сентября.

## История
Город основан в 1928 году.

## Статистика
- Валовой внутренний продукт на 2005 год составляет 50 058 000 реалов (данные: Бразильский институт географии и статистики).
- Валовой внутренний продукт на душу населения на 2005 год составляет 3168 реалов (данные: Бразильский институт географии и статистики).
- Индекс развития человеческого потенциала на 2000 год составляет 0,564 (данные: Программа развития ООН).